# Košťany nad Turcom
Košťany nad Turcom (em húngaro: Kostyán) é um município da Eslováquia, situado no distrito de Martin, na região de Žilina. Tem 6,44 km² de área e sua população em 2018 foi estimada em 1.342 habitantes.

## Demografia
| Ano:        | 1994 | 2004   | 2014    | 2024    |
| ----------- | ---- | ------ | ------- | ------- |
| Broj ljudi: | 1089 | 1097   | 1300    | 1473    |
| Razlika:    |      | +0,73% | +18,50% | +13,30% |

| Ano:               | 2023 | 2024   |
| ------------------ | ---- | ------ |
| Número de pessoas: | 1440 | 1473   |
| Diferença:         |      | +2,29% |